# UFC on ESPN: Vera vs. Sandhagen
UFC on ESPN: Vera vs. Sandhagen (también conocido como UFC on ESPN 43) fue un evento de artes marciales mixtas producido por Ultimate Fighting Championship que tuvo lugar el 25 de marzo de 2023 en el AT&T Center en San Antonio, Texas, Estados Unidos.

## Antecedentes
El evento marcó la tercera visita de la promoción a San Antonio y la primera desde UFC on ESPN: dos Anjos vs. Edwards en julio de 2019.
El combate de peso gallo entre Marlon Vera y Cory Sandhagen encabezó el evento. Anteriormente se esperaba que encabezaran UFC Fight Night: Andrade vs. Blanchfield, pero fueron reprogramados para este evento por razones desconocidas.
Aunque no fue anunciado por la promoción, una revancha entre Irene Aldana y Raquel Pennington se rumoreó originalmente para encabezar este evento. La pareja se enfrentó previamente en UFC on ESPN: dos Anjos vs. Edwards, donde Pennington ganó por decisión dividida.
Se esperaba un combate de peso wélter entre Sean Brady y Michel Pereira para este evento. Sin embargo, Brady se retiró a mediados de febrero debido a un desgarro en la ingle y el combate se canceló.
Se esperaba un combate de peso pluma entre Alex Cáceres y Nate Landwehr para este evento. Sin embargo, Cáceres se retiró por un motivo no revelado y fue sustituido por Austin Lingo.
Se esperaba un combate femenino de peso mosca entre Liang Na y Brogan Walker-Sanchez para este evento. Sin embargo, Liang se retiró debido a razones no reveladas y Walker-Sánchez fue trasladado a UFC Fight Night: Pavlovich vs. Blaydes un mes más tarde como reemplazo contra Iasmin Lucindo.
Se esperaba un combate de peso gallo femenino entre Tamires Vidal y Hailey Cowan para este evento. Sin embargo, Vidal se retiró por razones médicas no reveladas y el emparejamiento quedó descartado.
Se esperaba un combate de peso ligero entre Manuel Torres y Trey Ogden para este evento, pero se canceló un día antes debido a un problema médico de Torres.
Se esperaba un combate de peso gallo entre Alex Perez y Manel Kape para este evento. Sin embargo, el emparejamiento se canceló durante la emisión, ya que Pérez sufrió un ataque entre bastidores.
Durante la retransmisión del evento, Donald Cerrone fue anunciado como el próximo miembro del "ala moderna" del Salón de la Fama de la UFC.

## Premios de bonificación
Los siguientes luchadores recibieron bonificaciones de $50000 dólares.
- Pelea de la Noche: C.J. Vergara vs. Daniel da Silva
- Actuación de la Noche: Nate Landwehr y Daniel Pineda